# ملف سبتمبر
أسلحة الدمار الشامل العراقية: تقييم الحكومة البريطانية، والمعروف أيضًا باسم ملف سبتمبر، كانت وثيقة نشرتها الحكومة البريطانية في 24 سبتمبر 2002. استدعاء البرلمان [الإنجليزية] في نفس اليوم لمناقشة محتويات الوثيقة. وكانت هذه الورقة جزءًا من تحقيق مستمر تجريه الحكومة بشأن أسلحة الدمار الشامل في العراق، والذي أدى في نهاية المطاف إلى غزو العراق بعد ستة أشهر. وقد تضمن التقرير عدداً من المزاعم التي تفيد بأن العراق يمتلك أيضاً أسلحة الدمار الشامل، بما في ذلك الأسلحة الكيميائية والأسلحة البيولوجية. وزعم الملف أيضًا أن العراق أعاد تشكيل برنامجه للأسلحة النووية.
وكانت الوثيقة التي طال انتظارها مبنية على تقارير أعدتها لجنة الاستخبارات المشتركة (المملكة المتحدة) [الإنجليزية]، وهي جزء من "آلية" الاستخبارات البريطانية. كانت معظم الأدلة غير معتمدة، ظاهريًا لحماية المصادر. وعند نشر الملف، كانت التعليقات الصحفية الجادة تنتقد الملف بشكل عام بسبب قلة دقته وافتقاره الواضح إلى أي دليل جديد حقيقي. واتفق المعارضون سياسياً للعمل العسكري ضد العراق بشكل عام على أن الملف لم يكن مثيراً للاهتمام، حيث لاحظ مينزيس كامبل في مجلس العموم أن:
ولكن قسمين من الوثيقة أصبحا فيما بعد محور نقاش حاد: الزعم بأن العراق كان يسعى إلى "كميات كبيرة من اليورانيوم من أفريقيا"، والادعاء في مقدمة الوثيقة التي كتبها رئيس الوزراء البريطاني توني بلير بأن "الوثيقة تكشف أن تخطيطه العسكري يسمح بأن تكون بعض أسلحة الدمار الشامل جاهزة في غضون 45 دقيقة من صدور الأمر باستخدامها".

## الإدعاءات

### اليورانيوم من النيجر
وقد تكرر الادعاء بأن العراق يسعى لشراء اليورانيوم من أفريقيا في خطاب حالة الاتحاد الذي ألقاه الرئيس الأميركي جورج دبليو بوش في يناير/كانون الثاني 2003. كانت الكلمات الستة عشر المثيرة للجدل التي استخدمها الرئيس بوش في 28 يناير/كانون الثاني 2003 هي:
علمت الحكومة البريطانية أن صدام حسين سعى مؤخرًا للحصول على كميات كبيرة من اليورانيوم من أفريقيا.
عندما حصلت الوكالة الدولية للطاقة الذرية أخيراً على الوثائق التي أحالها وزير الخارجية الأميركي كولن باول إلى مجلس الأمن التابع للأمم المتحدة في مارس/آذار 2003 والتي تزعم وجود معاملات بين النيجر والعراق، خلصت الوكالة إلى أنها مزورة بشكل واضح.
وفي وقت لاحق، صرح مدير وكالة المخابرات المركزية الأمريكية جورج تينيت بأن هذه التصريحات كان لا ينبغي أن تدرج في خطاب الرئيس الأمريكي. وجاء ذلك في أعقاب تصريح مستشارة الأمن القومي الأميركي كوندوليزا رايس، قائلة إن وجود هذه العبارة في الخطاب يدل على أنه مُررت من قبل وكالة الاستخبارات المركزية الأميركية.
وفي يوليو/تموز، شهد توني بلير أمام لجنة الاتصال بمجلس العموم بأن الأدلة التي كانت بحوزة الحكومة بشأن تعاملات العراق مع النيجر جاءت من مصدر منفصل عن الوثائق المزورة. منذ عرض باول، زعم المنتقدون أنه لو تعاونت أجهزة الاستخبارات الأميركية والبريطانية بشكل كامل مع مفتشي الأسلحة التابعين للأمم المتحدة، لكان من الممكن معرفة ما إذا كانت هذه الادعاءات صادقة أم لا.
وفي الشهر نفسه، قال وزير الدولة للشؤون الخارجية وشؤون الكومنولث [الإنجليزية] البريطاني جاك سترو لجنة الشؤون الخارجية المختارة [الإنجليزية] (التي كانت تحقق في صحة الادعاءات الواردة في الملف) إن البيان الوارد في الملف استند إلى أدلة منفصلة لا تزال قيد المراجعة، وأن هذه المعلومات الاستخباراتية المحددة لم يتم تقاسمها مع وكالة المخابرات المركزية. وفي أدلة مكتوبة قدمها إلى نفس اللجنة، كشف سترو أن المعلومات الاستخباراتية التي اعتمدت عليها الحكومة البريطانية تمت مشاركتها بشكل منفصل مع الوكالة الدولية للطاقة الذرية من قبل حكومة أجنبية قبل وقت قصير من صدور تقريرها في السابع من مارس/آذار 2003. وقد أكد ذلك أيضًا في إجابة برلمانية |لعضو البرلمان لين جونز. واتصلت لين جونز بعد ذلك بالوكالة الدولية للطاقة الذرية للتساؤل عما إذا كان طرف ثالث قد ناقش أو شارك معلومات استخباراتية منفصلة معهم، وإذا كان الأمر كذلك، ما هو التقييم الذي أجروه بشأن ذلك. ورد المتحدث باسم الوكالة الدولية للطاقة الذرية مارك جوزديكي على جونز في 25 مايو/أيار 2004 قائلاً:
حكمت لجنة الشؤون الخارجية بأن الحكومة البريطانية أخطأت عندما صرحت بطريقة غير مشروطة بشيء لم يثبت، وقد خلصت لجنة بتلر التي عينها بلير بشكل خاص، والتي أصدرت تقريرها بعد التحقيق العام المذكور، إلى أن التقرير الذي أفاد بأن حكومة صدام تسعى للحصول على اليورانيوم في أفريقيا يبدو موثوقاً.
كما توصل تقرير بتلر إلى استنتاج محدد بشأن الكلمات الست عشرة التي ذكرها الرئيس بوش: "وبالتالي فإننا نستنتج أيضاً أن البيان الذي ورد في خطاب حالة الاتحاد الذي ألقاه الرئيس بوش في الثامن والعشرين من يناير/كانون الثاني 2003 والذي جاء فيه: "لقد علمت الحكومة البريطانية أن صدام حسين سعى مؤخراً إلى الحصول على كميات كبيرة من اليورانيوم من أفريقيا" كان له ما يبرره".

### المطالبة بـ 45 دقيقة
وتقع المطالبة التي تبلغ مدتها 45 دقيقة في قلب الخلاف بين داونينج ستريت وهيئة الإذاعة البريطانية (بي بي سي) . في 29 مايو/أيار 2003، قدم مراسل هيئة الإذاعة البريطانية للشؤون الدفاعية أندرو جيليجان تقريراً لبرنامج توداي على راديو بي بي سي 4 ذكر فيه أن مصدراً لم يكشف عن اسمه ـ وهو مسؤول بريطاني كبير ـ أخبره أن ملف سبتمبر/أيلول "تم تضخيمه "، وأن وكالات الاستخبارات كانت قلقة بشأن بعض المعلومات "المشكوك فيها" الواردة فيه ـ وتحديداً الادعاء بأن صدام حسين كان قادراً على نشر أسلحة الدمار الشامل في غضون 45 دقيقة من صدور الأمر باستخدامها.
في الأول من يونيو/حزيران، توسع جيليجان في هذا الادعاء في صحيفة ميل أون صنداي، مشيراً إلى أن مدير الاتصالات الحكومية، أليستير كامبل، كان مسؤولاً عن إدراج الادعاء الذي استغرق 45 دقيقة، ضد رغبات وكالات الاستخبارات. وبعد ذلك قدم جيليجان أدلة أمام لجنة الشؤون الخارجية، كما فعل كامبل، الذي نفى أنه أمر بإدراج الادعاء، وطالب باعتذار من هيئة الإذاعة البريطانية. وقد أيد بعد ذلك هذا الطلب كتابيًا.
رفضت هيئة الإذاعة البريطانية الاعتذار، وأكدت على قصة جيليجان. رد كامبل بغضب، وظهر على قناة 4 الإخبارية. وفي السابع من يوليو/تموز، نشرت اللجنة المختارة تقريراً برأت فيه كامبل، وإن كان ذلك بناء على التصويت المرجح للرئيس. وفي التقرير، ذكرت اللجنة أن المطالبة المتعلقة بـ45 دقيقة قد حظيت بـ "أهمية غير مبررة".
أصدرت لجنة تحقيق هوتون تقريرها،في 28 يناير/كانون الثاني 2004 الذي خلص، من بين أمور أخرى، إلى ما يلي:
- "لقد اعترف السيد جيليجان بأنه ارتكب أخطاء" بشأن ادعاء الـ 45 دقيقة؛ وعلى وجه التحديد، تقريره بأن الحكومة "ربما كانت تعلم أن ادعاء الـ 45 دقيقة كان خاطئًا أو مشكوكًا فيه"، وتقريره بأن ضباط الاستخبارات كانوا غير راضين عن إدراج الادعاء في الملف، أو أنهم أدرجوه فقط تحت إصرار الحكومة، كانا خاطئين.
- وأعرب هوتون عن "اقتناعه بأن الدكتور كيلي لم يقل للسيد جيليجان" بعض التصريحات الدرامية حول ادعاء الـ 45 دقيقة، والتي أوردها جيليجان على أنها اقتباسات مباشرة.
- كان هناك شخص واحد فقط (الدكتور جونز) قد أعرب عن أي تحفظات بشأن المطالبة بـ 45 دقيقة، وكان الأمر يتعلق بقوة الصياغة، وليس تضمينها.

بدت المعلومات في البداية التي ظهرت في أواخر عام 2009 وكأنها تشير إلى أن مصدر الادعاء الذي دام 45 دقيقة كان في الواقع سائق سيارة أجرة "على الحدود العراقية الأردنية، والذي تذكر محادثة سمعها في الجزء الخلفي من سيارته قبل عامين كاملين". يبقى السؤال مفتوحا حول ما إذا كان سائق التاكسي هو مصدر الادعاء الذي استمر 45 دقيقة أم أنه كان "شيئا عن الصواريخ". ويزعم النائب البرلماني آدم هولواي أيضًا أنه "عندما حصلت MI6 على المعلومات، كُتبت حاشية على صفحة تقرير استخباراتي أرسل إلى رقم 10 تفيد بأن الادعاء كان" غير دقيق بشكل يمكن التحقق منه".

## الدور في وفاة ديفيد كيلي
زعمت وزارة الدفاع في اليوم التالي، 30 مايو/أيار 2003، أن أحد مسؤوليها (الذي عُرف فيما بعد باسم الدكتور ديفيد كيلي) قد تقدم إلى المحكمة، معترفاً بأنه ناقش مسألة الأسلحة العراقية مع جيليجان في الثاني والعشرين من مايو/أيار. وردت هيئة الإذاعة البريطانية قائلة إن كيلي اختلف مع المصدر الرئيسي لجيليجان في "جوانب مهمة". استدعي كيلي بعد ذلك للمثول أمام لجنة الشؤون الخارجية التي خلصت إلى أن كيلي كان يستخدم ككبش فداء وأنه لم يكن العميل الرئيسي لدى جيليجان. أدلى جيليجان في 17 يوليو/تموز، بشهادته في جلسة خاصة للجنة المختارة، وتعرض بعد ذلك لانتقادات لعدم ذكره اسم مصدره، ولتغيير قصته. وواصلت هيئة الإذاعة البريطانية (بي بي سي) الوقوف إلى جانبه.
غادر كيلي في اليوم نفسه منزله إلى منطقة غابات، حيث عُثر عليه لاحقًا ميتًا مع قطع في معصمه الأيسر، ويبدو أنه انتحر.
كشف ريتشارد سامبروك [الإنجليزية]، مدير الأخبار في هيئة الإذاعة البريطانية في 20 يوليو/تموز، أن كيلي كان بالفعل المصدر الرئيسي لتقرير جيليجان، وأن هيئة الإذاعة البريطانية لم تقل ذلك من قبل لحماية كيلي. وأكدت هيئة الإذاعة البريطانية (بي بي سي) أن تقرير جيليجان عكس بدقة تعليقات كيلي، مما يعني أن كيلي لم يكن صادقا تماما مع اللجنة المختارة. بدأ تحقيق في سبب الوفاة، ولكن اللورد فالكونر [الإنجليزية] أوقف التحقيق.وقد تعهدت هيئة الإذاعة البريطانية بتقديم المساعدة الكاملة للجنة هوتون للتحقيق في وفاة كيلي. نشرت لجنة تحقيق هوتون تقريرها في 28 يناير/كانون الثاني 2004. فيما يتعلق بوفاة كيلي:
- كان هوتون "راضيًا عن قيام كيلي بالانتحار"
- وأعرب هوتون عن "اقتناعه بأن الدكتور كيلي لم يقل للسيد جيليجان" بعض التصريحات الدرامية التي نقلها جيليجان على أنها اقتباسات. وفيما يتعلق ببعض التصريحات الأخرى (التي أوردها جيليجان على أنها اقتباسات ولكن كيلي نفاها أيضا)، فإنه "لم يكن من الممكن التوصل إلى استنتاج محدد" حول ما إذا كان جيليجان أو كيلي هو الذي كذب.
- اجتماع كيلي مع جيليجان كان "خرقًا لقانون الخدمة المدنية"
- وربما لم يكن كيلي ينوي في الأصل مناقشة المسائل الاستخباراتية مع جيليجان، ولكن بعد 29 مايو/أيار "لا بد أنه أدرك خطورة الوضع".
- إن التحقيق الذي أجرته هيئة الإذاعة البريطانية في تقرير جيليجان كان معيبًا، وكان ينبغي للحكام أن يدركوا بشكل أكثر شمولاً أن واجبهم في حماية استقلال هيئة الإذاعة البريطانية لا يتعارض مع إعطاء الاعتبار اللائق لما إذا كانت هناك صحة في شكاوى الحكومة أم لا.
- كانت وزارة الدفاع هي المسؤولة عن عدم إبلاغ كيلي باستراتيجيتها التي تتضمن تسميته.

دعا الخبراء في عام 2010، بسبب عدم رضاهم عن نتائج تحقيق هوتون، إلى إعادة فتح التحقيق المعلق.

## روابط خارجية
- "Iraq Dossier website". مؤرشف من الأصل في 19 November 2011. اطلع عليه بتاريخ 2013-06-05.{{استشهاد ويب}}:  صيانة الاستشهاد: BOT: original URL status unknown (link)
- Iraq Inquiry Digest monitors the Chilcot Inquiry
- "The September Dossier". مؤرشف من الأصل في 30 January 2010. اطلع عليه بتاريخ 2009-10-26.{{استشهاد ويب}}:  صيانة الاستشهاد: BOT: original URL status unknown (link) (PDF)
- The September Dossier (PDF)
- Foreign Affairs Select Committee report on the decision to go to war in Iraq (PDF)
- Real Audio version of Andrew Gilligan's original report, from the BBC
- BBC statement confirming David Kelly as the source for Gilligan's report, 20 July 2003
- Guardian articles on the subject
- Robin Cook's resignation speech, House of Commons, 17 March 2003
- Zaid Al-Ali's analysis of the September Dossier, dated January 23, 2003
- Kettell، Steven (2008). "Who's Afraid of Saddam Hussein? Re-Examining the September Dossier Affair". Contemporary British History. ج. 22 ع. 3: 407–426. DOI:10.1080/13619460701731939. S2CID:143921135.